# كابراس
کابراس، (بالإنجليزية: Cabras, Sardinia)‏، (سردينيا: Crabas) هي بلدية، في مقاطعة أوريستانو في المنطقة الإيطالية سردينيا، وتقع على بعد حوالي 90 كيلومترا (56 ميل) شمال غرب كالياري، وحوالي 6 كيلومترات (4 ميل) شمال غرب أوريستانو.

## السكان
في سنة 1861 بلغ عدد السكان 4٬442 نسمة، وتطور العدد ليصل في سنة 2011 لـ 9٬032 نسمة.
يظهر هذا المخطط البياني تطور النمو السكاني لـ كابراس